# Steengooi-incident

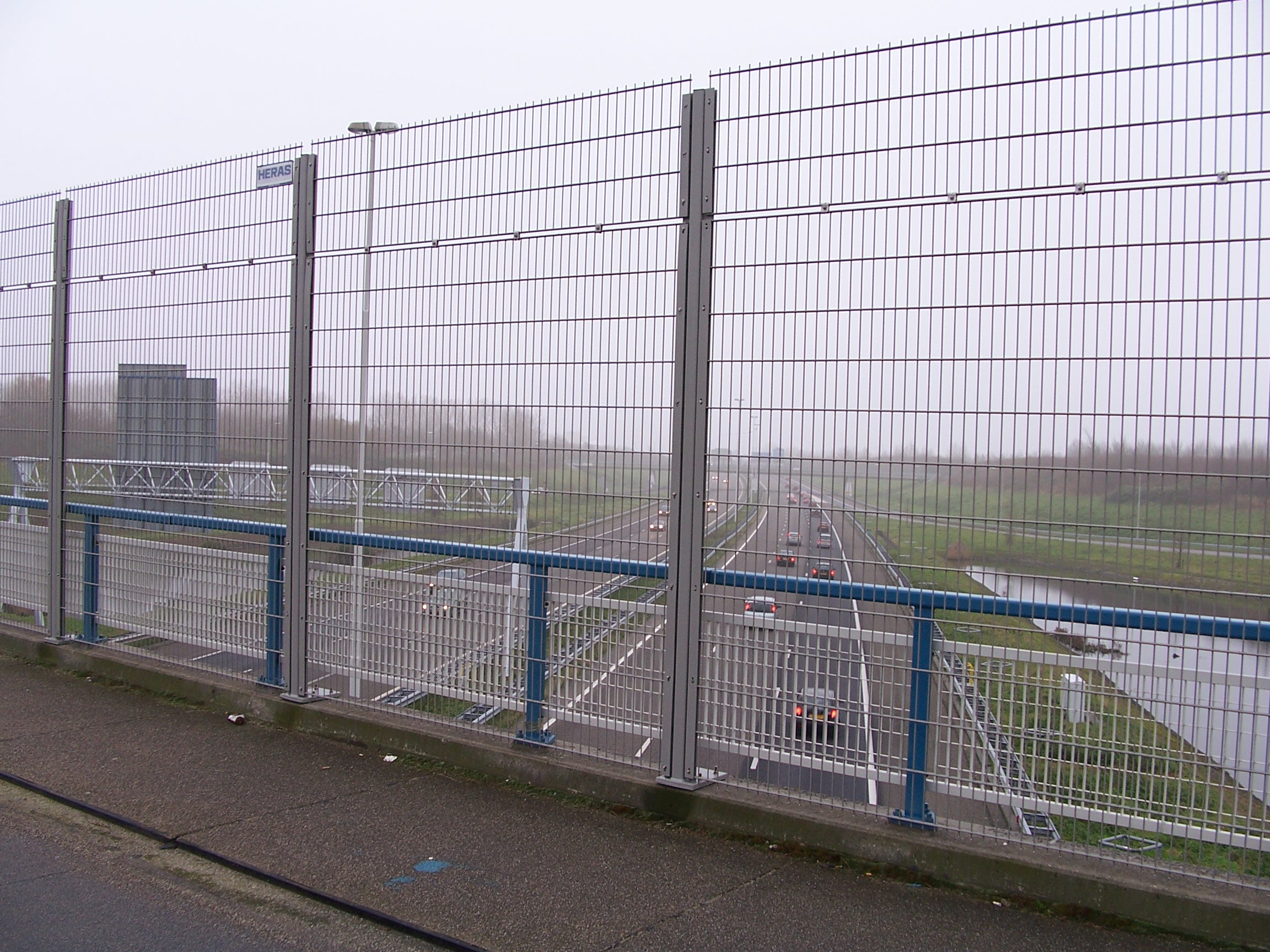
Hekken op viaduct Nederlandse A4 bij Rijswijk tegen stenengooiers

Een steengooi-incident is een voorval waarbij voorwerpen vanaf een viaduct op een weg, vaar- of treinverbinding wordt gegooid. Het kan gezien worden als een vorm van vandalisme.

## Gevaar
Omdat het voorwerp met grote snelheid het voorbijrijdende voer- of vaartuig raakt, is de kans op zwaar lichamelijk letsel of dodelijke slachtoffers groot. Bovendien hebben de voertuigen vaak ook een hoge snelheid, en kan zelfs het laten vallen van een klein object op het voertuig al een gevaarlijke schrikreactie bij de bestuurder veroorzaken.

## Nederland
Rijkswaterstaat heeft na een reeks voorvallen met soms dodelijke afloop besloten om hekken te plaatsen op risico-viaducten en bruggen. Risico-viaducten en bruggen zijn objecten die dicht bij een bebouwde kom van een plaats liggen en waar veel jongeren langs komen of waar een uitgaansgelegenheid dicht bij ligt.

## Incidenten
- Op 9 januari 2005 komt een vrouw om op de Nederlandse A4 bij Rijswijk (Zuid-Holland) doordat vandalen een stoeptegel op haar auto gooien.
- Op 22 maart 2008 komt een vrouw om op de A29 in Duitsland doordat een blok hout door de voorruit van de auto wordt gegooid.